# Landgericht Freiberg
Das Landgericht Freiberg war 1879 bis 1951 ein Gericht der ordentlichen Gerichtsbarkeit in Sachsen mit Sitz in Freiberg.

## Geschichte
Mit den Reichsjustizgesetzen wurden 1879 die bestehenden Gerichte aufgehoben und neue Amtsgerichte und Landgerichte eingerichtet. Aufgelöst wurden das Appellationsgericht Dresden und die nachgelagerten Bezirksgerichte, darunter das Bezirksgericht Freiberg. Mit der „Verordnung, die mit dem 1. Oktober 1879 in Wirksamkeit tretenden Gerichte betreffend“ vom 28. Juli 1879 wurde das Landgericht Freiberg als eines von sieben Landgerichten im Bezirk des Oberlandesgerichtes Dresden eingerichtet. Der Landgerichtsbezirk umfasste folgende 14 Amtsgerichte: Amtsgericht Brand (in Brand), Amtsgericht Döbeln (in Döbeln), Amtsgericht Dippoldiswalde (in Dippoldiswalde), Amtsgericht Frauenstein (in Frauenstein), Amtsgericht Freiberg (in Freiberg), Amtsgericht Hainichen (in Hainichen), Amtsgericht Lengefeld (in Lengefeld), Amtsgericht Marienberg (in Marienberg), Amtsgericht Nossen (in Nossen), Amtsgericht Oederan (in Oederan), Amtsgericht Roßwein (in Roßwein), Amtsgericht Sayda (in Sayda), Amtsgericht Tharandt (in Tharandt) und Amtsgericht Zöblitz (in Zöblitz).
Nach dem Zweiten Weltkrieg arbeitete das Landgericht Freiberg im Gegensatz zu den meisten Behörden als Organisation wenig verändert weiter. Im Laufe des Krieges waren jedoch einige Amtsgerichte aufgehoben oder in Zweigstellen umgewandelt worden. Damit bestanden im Gerichtsbezirk zum 1. Juli 1947 folgende Amtsgerichte: Brand-Erbisdorf (Z), Döbeln, Frauenstein (G), Freiberg (Sachs.), Leisnig (Z), Lengefeld (Erzgeb.) (G). Marienberg (Sachs.), Nossen (Z), Oederan (Z), Olbernhau (Z), Roßwein (Z) und Sayda (Z) (Z = Zweigstelle, G = auf Gerichtstage begrenzt). Mit der Verordnung zur Änderung von Gerichtsbezirken im Lande Sachsen vom 5. Mai 1951, die am 1. Juni 1951 in Kraft trat, wurde das Landgericht Freiberg aufgelöst.

## Organisation
Der Sprengel der Gerichtes entsprach den Amtshauptmannschaften Freiberg, Marienberg (ohne Wolkenstein) und einzelne Orte anderer Amtshauptmannschaften mit einer Fläche von 2084 km². Im Jahre 1888 gab es dort 287.500 Einwohner. Am Gericht waren ein Präsident, zwei Direktoren und sieben Richter beschäftigt.

## Richter
- Ernst Wilhelm Just (1865–1945), Rat von 1895 bis 1898
- Carl E. Werner